# Клоуверліф (Техас)
Клоуверліф (англ. Cloverleaf) — переписна місцевість (CDP) в США, в окрузі Гарріс штату Техас. Населення — 24 100 осіб (2020).

## Географія
Клоуверліф розташований за координатами 29°47′16″ пн. ш. 95°10′23″ зх. д. / 29.78778° пн. ш. 95.17306° зх. д. (29.787755, -95.173087).  За даними Бюро перепису населення США в 2010 році переписна місцевість мала площу 8,60 км², з яких 8,59 км² — суходіл та 0,00 км² — водойми. В 2017 році площа становила 7,98 км², з яких 7,98 км² — суходіл та 0,00 км² — водойми.

## Демографія
Згідно з переписом 2010 року, у переписній місцевості мешкали 22 942 особи в 6566 домогосподарствах у складі 5294 родин. Густота населення становила 2669 осіб/км².  Було 7241 помешкання (842/км²).
Расовий склад населення:
| - 61,2 % — білих - 10,5 % — чорних або афроамериканців - 1,2 % — азіатів - 0,9 % — корінних американців - 22,6 % — осіб інших рас |

До двох чи більше рас належало 3,5 %. Частка іспаномовних становила 68,2 % від усіх жителів.
За віковим діапазоном населення розподілялося таким чином: 33,5 % — особи молодші 18 років, 59,8 % — особи у віці 18—64 років, 6,7 % — особи у віці 65 років та старші. Медіана віку мешканця становила 28,6 року. На 100 осіб жіночої статі у переписній місцевості припадало 105,7 чоловіків;  на 100 жінок у віці від 18 років та старших — 105,0 чоловіків також старших 18 років.
Середній дохід на одне домашнє господарство  становив 54 971 долар США (медіана — 40 622), а середній дохід на одну сім'ю — 56 269 доларів (медіана — 46 022). Медіана доходів становила 35 913 долари для чоловіків та 29 409 доларів для жінок. За межею бідності перебувало 28,2 % осіб, у тому числі 39,9 % дітей у віці до 18 років та 12,4 % осіб у віці 65 років та старших.
Цивільне працевлаштоване населення становило 9168 осіб. Основні галузі зайнятості: будівництво — 17,0 %, освіта, охорона здоров'я та соціальна допомога — 13,2 %, роздрібна торгівля — 12,5 %.